# 카라임

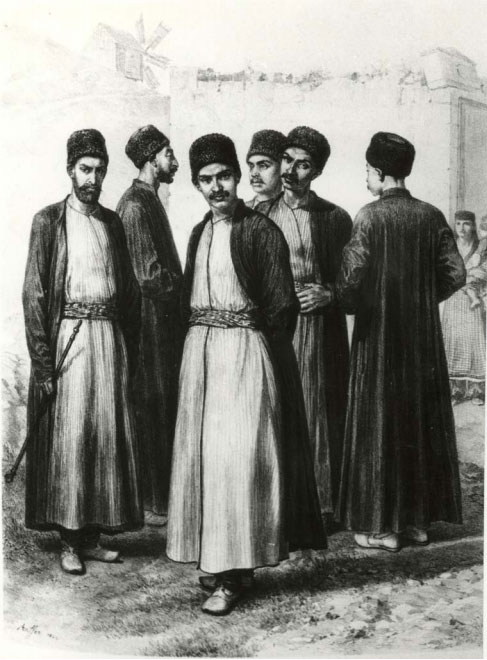

크림 카라임 또는 단순히 카라임(크림 카라임어: Кърымкъарайлар, 히브리어: קראי מזרח אירופה, 크림 타타르어: Qaraylar)은 튀르크어를 사용하면서 카라이트 유대교를 믿는 크림반도의 민족종교집단이다. 카라이트(영어: Karaites)라고도 한다. 크림반도를 비롯하여 우크라이나, 폴란드, 리투아니아, 러시아 본토 등지에도 분포한다. 현대에는 지역에 따라 각지의 공용어를 더 많이 사용한다.
이들이 믿는 카라이트 유대교는 19~20세기에 주류 랍비 유대교에서 갈라져 나왔다. 이들은 전통적으로 크림차크인과 섞여 살았다. 이 지역의 대부분의 카라임족은 자신들을 하자르인이나 랍비 유대교와 무관한 유대인 또는 튀르크족의 후손으로 여기지만, 최근의 연구에 따르면 이들은 유대 민족 출신이며 다른 유대인 디아스포라와 유전적으로 가깝다. 일부 학자들은 이들이 콘스탄티노플 출신으로서 나중에 비잔틴령의 테오도로 공국에 정착했을 것이라고 믿는다.
러시아의 수보트니크의 후손인 슬라브 카라이트는 1917년 차르 니콜라스 2세가 폐위된 이후 크림반도의 카라이트 민족종교 공동체에 공식적으로 받아들여졌다. 그러나 그러나 동유럽에서 카라이트라고 주장하는 많은 슬라브족은 카라이트 공동체에서 일원으로 받아들여지지 않는다.

## 역사
카라이트의 구전 역사에 따르면 리투아니아 대공국의 대공 비타우타스는 크림 카라임의 일파를 리투아니아로 이주시켜 오늘날의 트라카이(Trakai) 마을을 짓도록 명했다. 이후 리투아니아 카라임들은 리투아니아령이던 오늘날의 벨라루스와 우크라이나 지역에도 퍼져 정착했다.
러시아 제국에서 카라임 지도자들의 노력으로 차르 정부는 카라임이 예수의 죽음에 대해 무죄하다고 인정하여 이들을 당시 유대인에게 가해지던 가혹한 제한에서 면제하였다. 이들은 크림 타타르족과 비슷한 대우를 받았는데, 당시 반유대주의 법률로 탄압받던 크림차크인과는 대조된다. 나치 독일 정권에서 카라임족은 법적으로 비유대인 지위가 부여되어 다른 유대인에 비해 탄압이 덜했으나, 독소 전쟁 중에 독일군에 의해 유대인으로 여겨져 살해당하는 일도 빈발했다. 나치의 일부 인종론에서는 이들을 유대 종교를 채택한 크림 고트족의 후예로 해석하기도 했다고 전해진다.
1944년 소련이 독일군으로부터 크림 반도를 탈환한 이후 소련 당국은 6,357명의 카라임 인구를 확인했다. 이후 크림 타타르인, 그리스인, 아르메니아인 등이 독일에 협력했다는 소련 당국의 주장을 명분으로 대량 강제이주된 데 반해 이들은 크림 반도에 남을 수 있었다. 그러나 동화와 이주에 따라 카라임 공동체의 인구는 줄었고, 현재 수천 명의 카라이트가 동유럽에 남아있다. 명확한 수는 알 수 없으나 많은 수가 이후 이스라엘이나 미국으로 이주하였을 것으로 추정되며 이들은 더 이상 구분되는 카라임 공동체에 속하지 않는 경향이 있다.

## 같이 보기
- 크림차크인
- 크림 타타르인
- 사마리아인
- 하자르